# Moon Chae-won
Moon Chae-won (née le 13 novembre 1986) est une actrice sud-coréenne. Moon attire l'attention du public pour la première fois en 2008 dans son rôle de gisaeng dans Painter of the Wind. Elle est ensuite engagée dans Brilliant Legacy, l'un des dramas coréens. 2011 a marqué la percée de sa carrière, avec des rôles principaux dans le drama historique The Princess' Man et le blockbuster d'action War of the Arrows ; les deux sont des succès critiques et commerciaux. Moon remporte le prix de la Meilleure Nouvelle actrice aux Grand Bell Awards et aux Blue Dragon Film Awards. Parmi les autres séries télévisées notables de Moon, on peut citer le mélodrame The Innocent Man (2012) et le drama médical Good Doctor (2013).

## Jeunesse
Moon Chae-won est née à Daegu, en Corée du Sud. Alors qu'elle est en sixième année, sa famille déménage à Séoul. Elle étudie la peinture occidentale à la Université des Arts de Chugye (en), mais abandonne ses études en 2006 pour devenir comédienne.

## Carrière

### 2007-2010: débuts
Moon fait ses débuts au cinéma en 2007 dans Mackerel Run, aux côtés du jeune Lee Min-ho ; ils font partie des 60 acteurs qui ont auditionné pour jouer dans cette sitcom pour adolescents. Moon et Lee apparaissent également dans le film comique Our School en 2008,.

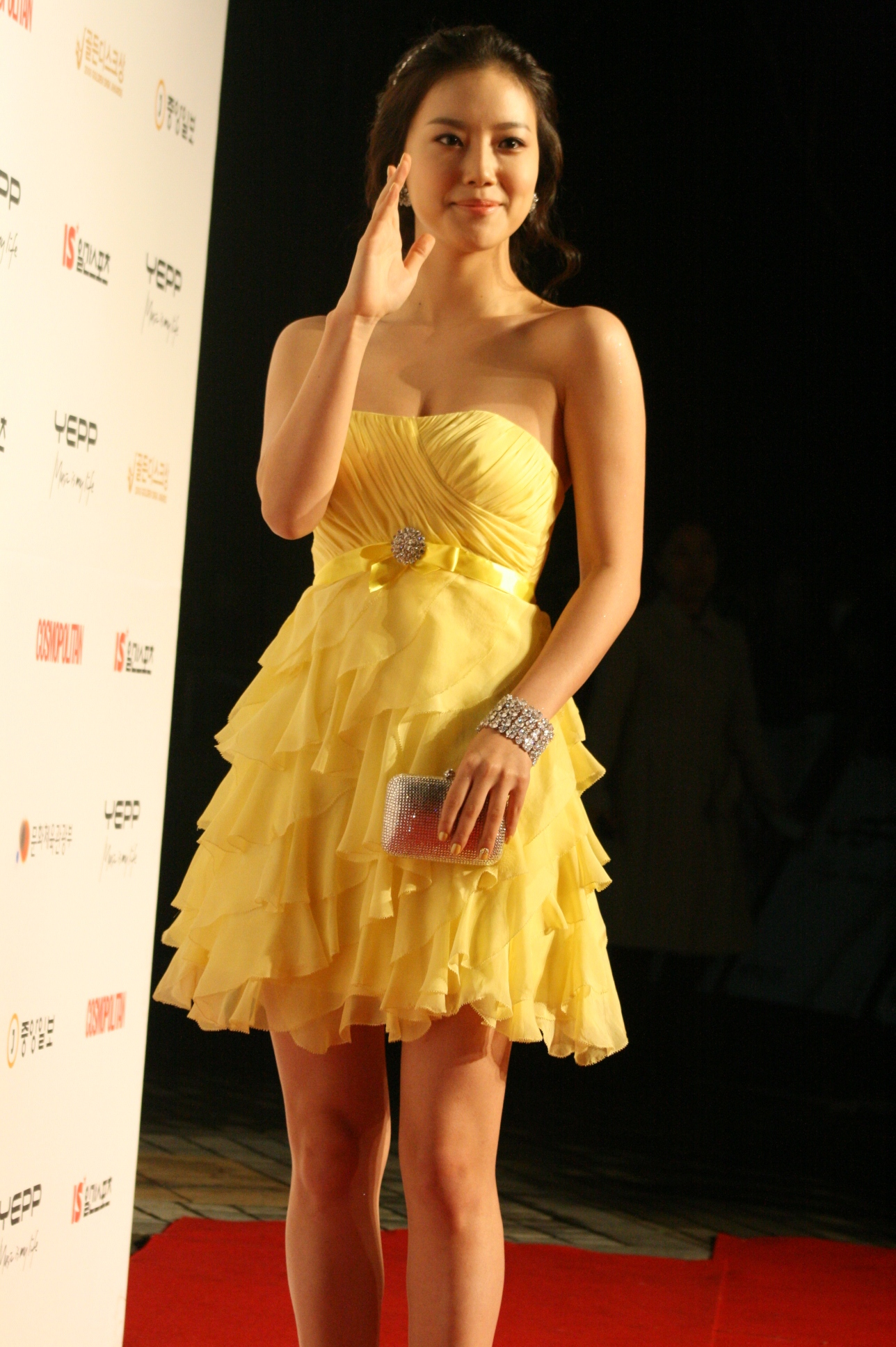
En 2008

Elle obtient son premier succès commercial dans le drama Painter of the Wind. Dans l'adaptation du roman de fiction historique de Lee Jung-myung, elle joue une belle gisaeng qui tombe amoureuse de Hyewon (joué par Moon Geun-young), une femme peintre qui se fait passer pour un homme. Leur chimie à l'écran et le sous-texte homoérotique de la relation de leurs personnages sont accueillis favorablement. Par la suite, le couple reçoit le plus grand nombre de votes lors du sondage sur le meilleur couple aux SBS Drama Awards 2008. C'est la première fois dans l'histoire du drama coréen que deux actrices remportent le prix du meilleur couple, malgré le conservatisme encore présent à la télévision coréenne.
Moon augmente encore sa popularité avec Brilliant Legacy, dans lequel elle joue le rôle d'une fille privilégiée qui tourmente et prend en pitié sa demi-sœur. Brilliant Legacy devient l’un des drama coréennes les mieux cotées en 2009, avec une audience record de 47,1%. Le succès du drama renforce la popularité de Moon en tant qu'actrice. Dans Take Care of the Young Lady, elle joue un nouveau personnage secondaire, une créatrice de chaussures optimiste qui habite à côté de l'homme dont elle est amoureuse qui travaille comme majordome,.
En octobre 2010, elle signe avec l'agence de talent Barunson Entertainment (renommée MSTeam). Moon décroche ensuite son premier rôle principal dans It's Okay, Daddy's Girl, dans le rôle d'une fille immature qui se transforme en une femme mûre et professionnelle après une tragédie familiale.

### 2011: Percée médiatique

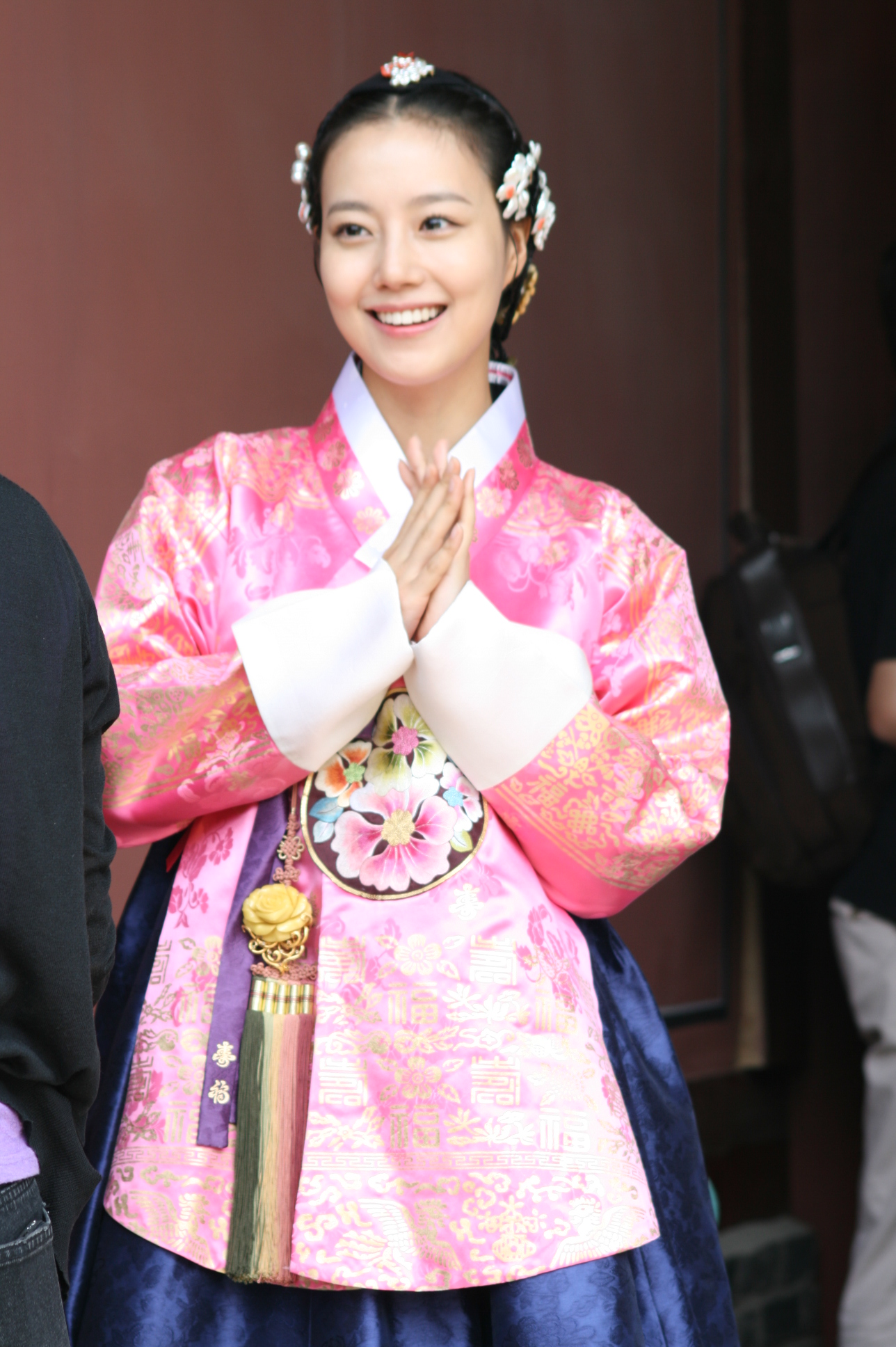
Lors d'une séance photo pour The Princess' Man en 2011

En 2011, Moon se voit proposer l'unique rôle féminin dans War of the Arrows, un blockbuster d'action se situant lors de la deuxième invasion de la Corée par les mandchous. Parallèlement à ses compagnons Park Hae-il et Ryu Seung-ryong, Moon suit des leçons de tir à l'arc et d'équitation. War of the Arrows devient finalement le film coréen le plus rentable de 2011, avec 7,48 millions d'entrées. Moon est félicitée pour son interprétation d'une femme féminine mais néanmoins féroce enlevée par une armée étrangère le jour de son mariage, mais qui n'est pas une demoiselle en détresse typique et qui survit grâce à son esprit et à sa volonté. Elle reçoit ensuite le prix de la Meilleure Nouvelle actrice aux Grand Bell Awards et aux Blue Dragon Film Awards pour sa performance,.
Moon revient sur le petit écran avec le drame se déroulant à l'époque Joseon, The Princess' Man, une histoire d'amour interdite fictive entre la fille du grand-prince Sejo et le fils de Kim Jongseo (joué par Park Si-hoo (en)), dont les pères sont de réels ennemis politiques,. The Princess' Man est bien reçu par la critique et par le public, et bien que critiquée initialement pour son jeu d'actrice, Moon séduit les téléspectateurs au fur et à mesure de l'avancement de la série,. Elle reçoit également le prix « Best Dressed » des Korea Lifestyle Awards pour avoir dynamisé le secteur de la mode hanbok via ses deux projets précédents et est nommée procureure honoraire par le Bureau des procureurs suprêmes.

### 2012 – présent: Au cœur de la gloire
En 2012, Moon joue dans le mélodrame écrit par Lee Kyung-hee, The Innocent Man, face à Song Joong-ki. Les critiques font l'éloge de sa performance en tant que femme froide et cynique préparée à s'emparer du conglomérat de son père, qui redeviendra plus tard innocente et impuissante après avoir perdu la mémoire. Le drama permet à Moon de remporter le Top Excellence Award aux KBS Drama Awards pour la deuxième année consécutive,,.

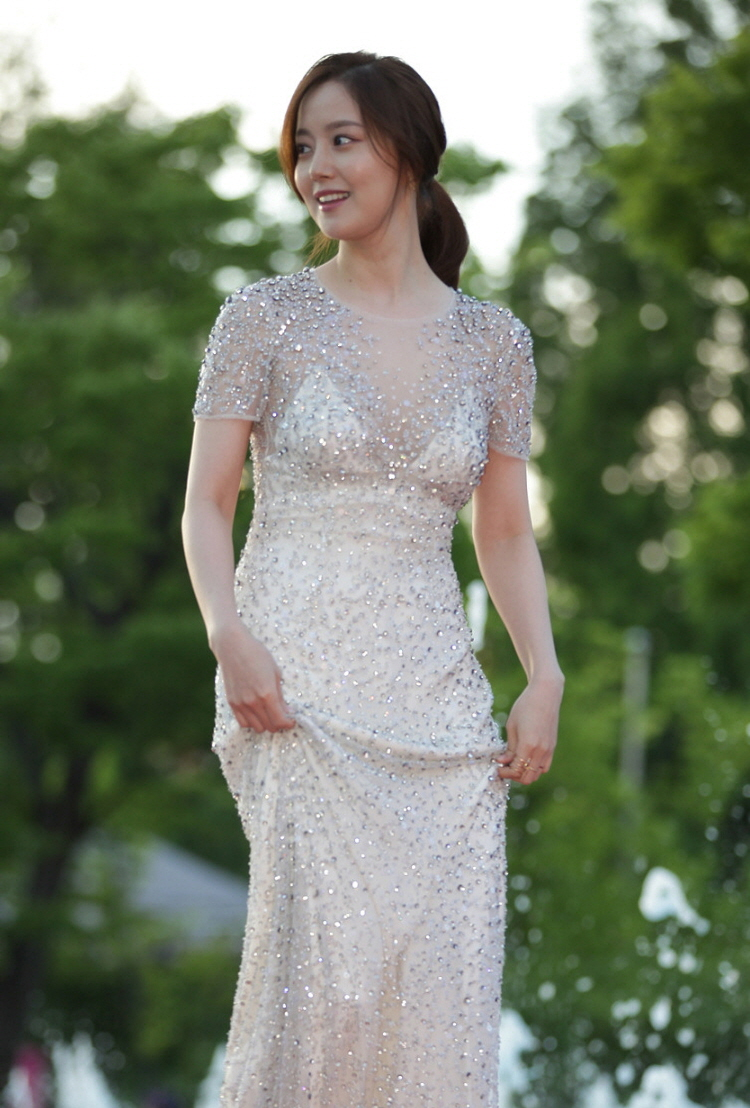
Sur le tapis rouge des 19e BIFF.

S'ensuit le drame médical de 2013 intitulé Good Doctor, axé sur un résident savant autiste (joué par Joo Won). Pour se préparer à son rôle de chirurgienne pédiatrique, Moon rencontre des médecins en milieu hospitalier, se familiarisant avec les termes médicaux et observant les interventions chirurgicales,.
Elle joue ensuite dans Awaiting, un court métrage réalisé par Kang Je-gyu. Moon joue une femme séparée de son mari (joué par Go Soo (en)) pendant soixante ans par la division de la Corée du Nord et du Sud. Awaiting est l’un des quatre courts métrages de Beautiful 2014, un projet omnibus présenté au 38e Festival international du film de Hong Kong.
Moon revient au grand écran dans une comédie romantique de 2015 dirigée par Park Jin-pyo, qui la réunit son ancien co-acteur de Brilliant Legacy, Lee Seung-gi. Dans Love Forecast, elle joue le rôle d'une prévisionniste dont le joli visage contredit la personnalité bavarde et grande buveuse qui se cache derrière,,. Le film atteint le seuil de rentabilité avec 1,89 million de téléspectateurs et Moon reporte le Producer's Choice Award au Festival international du film de Bucheon. Elle joue ensuite dans le film Mood of the Day, aux côtés de Yoo Yeon-seok (en), dans lequel ils jouent deux inconnus qui se rencontrent dans le Korea Train Express et passent 24 heures ensemble dans la ville inconnue de Busan.
Moon assume ensuite le rôle principal dans le thriller Goodbye Mr. Black sur MBC, sa première série télévisée en trois ans,. La même année, Moon quitte son ancienne agence MSTeam Entertainment et signe avec Namoo Actors.
En 2017, Moon est impliquée dans l'adaptation coréenne la série américaine Esprits criminels,. La même année, Moon figure dans le film d'époque Fengshui, le troisième volet de la "trilogie d'art divinatoire" de Han Jae-rim.
En 2018, Moon joue dans le drame fantastique Tale of Fairy,.

## Filmographie

### Films
- 2008 : Our School's E. T. : Lee Eun-shil[44]
- 2011 : War of the Arrows : Choi Ja-in[13]
- 2014 : Awaiting : Yeon-hee (court-métrage)[28]

- 2015 : Love Forecast : Kim Hyun-woo[31]
- 2016 : Mood of the Day : Bae Soo-jung[35]
- 2018 : Fengshui : Cho-sun[41]

### Séries télévisées
- 2007 : Reconstruction of Love sur Dramax : jeune Hwang Hyo-eun (épisode 2 : "살까지 뺐는데!")
- 2007 : Mackerel Run sur SBS : Min Yoon-seo[3]
- 2008 : Painter of the Wind sur SBS : Jung-hyang[45]
- 2009 : Brilliant Legacy sur SBS : Yoo Seung-mi[46]
- 2009 : Take Care of the Young Lady sur KBS2 : Yeo Eui-joo[47]
- 2010 : Road No. 1 sur MBC : Min Young-jin (caméo, épisode 20)[48]
- 2010 : It's Okay, Daddy's Girl sur SBS : Eun Chae-ryung[12]
- 2011 : The Princess' Man sur KBS2 : Lee Se-ryung[16]
- 2012 : The Innocent Man sur KBS2 : Seo Eun-gi[21]
- 2013 : Good Doctor sur KBS2 : Cha Yoon-seo[24]
- 2016 : Goodbye Mr. Black sur MBC : Swan[36]
- 2017 : Criminal Minds sur tvN : Ha Seon-woo[39]
- 2018 : Tale of Fairy sur tvN : Sun Ok-nam[42]
- 2020 : The Flower of Evil sur tvN : Cha Ji Won

### Clips vidéos
- 2008 : Parting Again Again de Sung Si-Kyung[49]

## Discographie
- 2011 : Clémentine sur l'OST de It's Okay, Daddy's Girl

## Récompenses et nominations
| Année | Prix                                                     | Catégorie                                             | Projet                  | Résultat   | Ref.   |
| ----- | -------------------------------------------------------- | ----------------------------------------------------- | ----------------------- | ---------- | ------ |
| 2008  | 16e Korean Culture and Entertainment Awards              | Best New Actress (TV)                                 | Painter of the Wind     | Lauréat    | [ 50 ] |
| 2008  | SBS Drama Awards                                         | Best Couple Award avec Moon Geun-young                | Painter of the Wind     | Lauréat    | [ 51 ] |
| 2008  | SBS Drama Awards                                         | New Star Award                                        | Painter of the Wind     | Lauréat    | [ 51 ] |
| 2009  | 45eBaeksang Arts Awards                                  | Best New Actress (TV)                                 | Painter of the Wind     | Nomination |        |
| 2009  | KBS Drama Awards                                         | Best New Actress                                      | My Fair Lady            | Nomination |        |
| 2010  | SBS Drama Awards                                         | Excellence Award, Actress in a Special Planning Drama | It's Okay, Daddy's Girl | Nomination |        |
| 2011  | 48e Grand Bell Awards                                    | Best New Actress                                      | War of the Arrows       | Lauréat    | [ 14 ] |
| 2011  | 32e Blue Dragon Film Awards                              | Best New Actress                                      | War of the Arrows       | Lauréat    | [ 15 ] |
| 2011  | 9e Korea Lifestyle Awards                                | Best Dressed of the Year                              | NC                      | Lauréat    | [ 52 ] |
| 2011  | 3e Asian Jewelry Awards                                  | Diamond Award, Actress category                       |                         | Lauréat    | [ 53 ] |
| 2011  | 27th Korea Best Dressed Swan Awards                      | Best Dressed, catégorie TV Actress                    |                         | Lauréat    | [ 54 ] |
| 2011  | 19e Korean Culture and Entertainment Awards              | Excellence Award, Actress (Film)                      | War of the Arrows       | Lauréat    | [ 55 ] |
| 2011  | 19e Korean Culture and Entertainment Awards              | Top Excellence Award, Actress (TV)                    | The Princess' Man       | Lauréat    | [ 55 ] |
| 2011  | KBS Drama Awards                                         | Best Couple Award with Park Si-hoo                    | The Princess' Man       | Lauréat    | [ 56 ] |
| 2011  | KBS Drama Awards                                         | Popularity Award, Actress                             | The Princess' Man       | Lauréat    | [ 56 ] |
| 2011  | KBS Drama Awards                                         | Excellence Award, Actress in a Mid-length Drama       | The Princess' Man       | Nomination | [ 56 ] |
| 2011  | KBS Drama Awards                                         | Top Excellence Award, Actress                         | The Princess' Man       | Lauréat    | [ 56 ] |
| 2012  | 48e Baeksang Arts Awards                                 | Best Actress (TV)                                     | The Princess' Man       | Nomination |        |
| 2012  | 7e Seoul International Drama Awards                      | Outstanding Korean Actress                            | The Princess' Man       | Nomination |        |
| 2012  | 1er K-Drama Star Awards                                  | Excellence Award, Actress                             | The Innocent Man        | Nomination |        |
| 2012  | KBS Drama Awards                                         | Best Couple Award with Song Joong-ki                  | The Innocent Man        | Lauréat    | [ 57 ] |
| 2012  | KBS Drama Awards                                         | Netizen's Award                                       | The Innocent Man        | Lauréat    | [ 58 ] |
| 2012  | KBS Drama Awards                                         | Excellence Award, Actress in a Mid-length Drama       | The Innocent Man        | Nomination |        |
| 2012  | KBS Drama Awards                                         | Top Excellence Award, Actress                         | The Innocent Man        | Lauréat    | [ 59 ] |
| 2013  | 53e Festival de télévision de Monte-Carlo                | Outstanding Actress in a Drama Series                 | The Princess' Man       | Nomination |        |
| 2013  | 8e Seoul International Drama Awards                      | Outstanding Korean Actress                            | The Innocent Man        | Nomination |        |
| 2013  | 21e Korean Culture and Entertainment Awards              | Top Excellence Award, Actress (TV)                    | Good Doctor             | Nomination |        |
| 2013  | 6e Korea Drama Awards                                    | Top Excellence Award, Actress                         | Good Doctor             | Nomination |        |
| 2013  | 2e APAN Star Awards                                      | Excellence Award, Actress                             | Good Doctor             | Nomination |        |
| 2013  | KBS Drama Awards                                         | Best Couple Award with Joo Won                        | Good Doctor             | Lauréat    | [ 60 ] |
| 2013  | KBS Drama Awards                                         | Popularity Award, Actress                             | Good Doctor             | Lauréat    | [ 60 ] |
| 2013  | KBS Drama Awards                                         | Excellence Award, Actress in a Mid-length Drama       | Good Doctor             | Lauréat    | [ 60 ] |
| 2013  | KBS Drama Awards                                         | Top Excellence Award, Actress                         | Good Doctor             | Nomination | [ 60 ] |
| 2014  | 9e Seoul International Drama Awards                      | Outstanding Korean Actress                            | Good Doctor             | Nomination |        |
| 2015  | 19e Festival international du film fantastique de Puchon | Producers' Choice Award                               | Love Forecast           | Lauréat    | [ 34 ] |
| 2016  | MBC Drama Awards                                         | Top Excellent Actress in Mini-series                  | Goodbye Mr. Black       | Nomination |        |